# Hồ Dzếnh
Hồ Dzếnh (1916–1991), tên thật là Hà Triệu Anh hay Hà Anh (ghi theo giọng Quảng Đông là Hồ Dzếnh) là một nhà thơ của Việt Nam. Ông được biết nhiều nhất qua tập thơ Quê ngoại với một giọng thơ nhẹ nhàng, siêu thoát, phảng phất hương vị thơ cổ Trung Hoa. Ngoài ra, Hồ Dzếnh còn là một nhà văn với nhiều tác phẩm, tiêu biểu là tập truyện ngắn Chân trời cũ (1942), Thạch Lam đề tựa.

## Tiểu sử
Ông sinh năm 1916 tại làng Đông Bích, xã Quảng Trường, huyện Quảng Xương, tỉnh Thanh Hóa. Cha ông là Hà Kiến Huân, người Quảng Đông sang sinh sống ở Việt Nam từ khoảng 1890, mẹ Đặng Thị Văn là người Việt, quê ở bến Ghép, huyện Quảng Xương, Thanh Hóa. Ông học trung học, dạy tư, làm thơ, viết báo từ năm 1931 tại Hà Nội. Năm 1953 ông vào Sài Gòn làm báo, năm 1954 trở về Hà Nội tiếp tục viết báo, làm thơ. Ông là hội viên Hội Nhà văn Việt Nam ngay từ buổi đầu thành lập (1957). Ông mất ngày 13 tháng 8 năm 1991 tại Hà Nội do xuất huyết dạ dày và viêm thận.
Hồ Dzếnh được truy tặng Giải thưởng Nhà nước về Văn học nghệ thuật năm 2007.
Hồ Dzếnh là một tín hữu Công giáo La Mã, tên thánh của ông là Phaolô Têrêsa.

## Nhận xét và đánh giá
Nhà thơ Bùi Giáng trong nhiều tập thi thoại đã cho rằng Hồ Dzếnh là người làm thơ lục bát cực hay, nhưng bù lại thơ thất ngôn chỉ ở mức bình thường. Bài "Rằm tháng giêng", theo Bùi Giáng trong cuốn Thi ca tư tưởng thì: "Người Việt Nam có thể không đọc Nguyễn Du, nhưng không thể nào không đọc bài thơ kia của Hồ Dzếnh".
Nhà văn Kiều Thanh Quế viết: "Ngòi bút Hồ Dzếnh đã có được lắm đặc tánh khả quan trong khi phô diễn. Nó nên tỏ ra có sức mạnh trong những tiểu thuyết dày dặn, thì tên tuổi của người Minh Hương ấy – Hồ Dzếnh là người Minh Hương, văn học quốc ngữ không nề hà chẳng đón tiếp như đã đón tiếp bao nhiêu nhà văn Việt Nam hữu tài." (Tạp chí Tri Tân số 67, 13/6/1942)
"Lời giới thiệu" Tuyển tập Hồ Dzếnh – Tác phẩm chọn lọc, Nhà xuất bản Văn Học 1988, nhận định: "Tác phẩm của Hồ Dzếnh không nhiều, lại không tập trung ở một tờ báo hay đặc san nào. Với bản chất trầm lắng, ông luôn luôn khiêm tốn tự cho mình là người mới bắt đầu bước vào nghề viết. Tuy nhiên, với hai tập văn thơ Chân trời cũ và Quê ngoại, Hồ Dzếnh được biết đến như một nhà thơ có chân tài. "
Nhà thơ Hoài Anh viết về Hồ Dzếnh: "Phần đóng góp quan trọng nhất cho văn học Việt Nam của anh lại là tập Chân trời cũ, thể hiện nếp sinh hoạt, tính cách, tình cảm, tâm lý của bà con gốc Hoa trong cộng đồng các dân tộc Việt Nam. Hồ Dzếnh chỉ kể chuyện về người cha mình, các anh, chị, em mình, con ngựa của cha mình... mà làm cho người đọc Việt Nam rung động tận đáy lòng." (Chân dung văn học, Nhà xuất bản Hội Nhà văn 2001)
Nhà văn, giáo sư Đặng Thai Mai đánh giá tập truyện Cô gái Bình Xuyên (Nhà xuất bản Tiếng Phương Đông, 1946) viết về cuộc kháng chiến chống Pháp của người dân Nam bộ thời 1945-1946 như là một trong những tín hiệu đầu tiên của văn học kháng chiến.

## Tác phẩm
Theo Từ điển văn học (bộ mới, Nhà xuất bản Thế giới, 2004) và Tuyển tập văn xuôi lãng mạn Việt Nam 1930 -1945 (Nhà xuất bản KHXH, 1990), các tác phẩm của ông gồm có:
- Dĩ vãng (truyện vừa, 1940)
- Quê ngoại (tập thơ, 1942), 35 bài thơ
- Những Vành Khăn Trắng (truyện dài, ký bút hiệu Lưu thị Hạnh, 1942)
- Tiếng kêu trong máu (truyện dài, 1942)
- Một chuyện tình 15 năm về trước (ký bút hiệu Lưu thị Hạnh, 1943)
- Chân trời cũ (tập truyện ngắn, 1943)[2]
- Hoa Xuân Đất Việt (tập thơ,1946), 15 bài thơ
- Cô gái Bình Xuyên (truyện vừa, 1946)
- Cuốn sách không tên (tiểu thuyết tự truyện, xuất bản sau khi mất)

Ngoài ra, ông còn cho đăng nhiều thơ, truyện ngắn trên các báo và còn mấy vở kịch đã công diễn, nhưng chưa xuất bản.
Đặc biệt, bài thơ Chiều của ông đã được nhạc sĩ Dương Thiệu Tước phổ nhạc và cũng khá nổi tiếng. Bài thơ Ngập ngừng cũng được nhiều nhạc sĩ phổ nhạc như Anh Bằng (Anh cứ hẹn), Hoàng Thanh Tâm (Em cứ hẹn), Minh Duy (Ngập ngừng)...

## Giai thoại bút danh Hồ Dzếnh
Tên Hà Triệu Anh của Hồ Dzếnh nếu phát âm theo giọng Quảng Đông là Hồ-Tsìu-Díng, thu gọn lại là Hồ-Díng, chắc vì khi phiên âm sang tiếng Việt hai tiếng Hồ-Díng nghe không được hay lắm nên ông đã ghi là Hồ Dzếnh. Tuy vậy những người trong làng văn nghệ vẫn cứ trêu đùa gọi ông là Hồ Dính, có người còn đặt một vế đối: "Hồ Dính dính hồ hồ chẳng dính" để thách đối. Lúc có người đối lại là: "Ngọc Giao giao ngọc ngọc không giao" (mượn tên nhà văn Ngọc Giao). Cũng có người đối lại: "Vũ Bằng bằng vũ vũ chưa bằng", (mượn tên nhà văn Vũ Bằng), nhưng đều chưa chỉnh.

## Gia đình
Năm 1947, Hồ Dzếnh kết hôn với bà Nguyễn Thị Huyền Nhân. Bà Huyền Nhân mất vào ngày Tết Đoan Ngọ năm 1950 vì bệnh tả, hưởng dương 20 tuổi. Năm 1954, ông tái hôn với bà Nguyễn Thị Hồng Nhật.
Người con duy nhất của Hồ Dzếnh là Hà Chính, sinh vào đầu năm 1950. Ông Hà Chính cũng chỉ có một con duy nhất Hà Quang, sinh năm 1984, đang định cư tại Hanover, Đức.